# 天間幸生
天間幸生（てんま ゆきお、1972年10月17日 - ）は、日本の実業家。青森県七戸町出身。株式会社RCG代表取締役代表取締役。北海道総合商事株式会社の前社長。

## 人物・経歴
1972年10月17日、青森県で生まれる。青森県立三本木高校を経て日本大学農獣医学部を卒業。1995年、故郷の地銀・みちのく銀行に入行。
2015年、北海道銀行在職中に行内ベンチャーとして北海道総合商事を設立。自身の持つ知見を基に、ロシアをはじめとする海外展開事業を推進。ヤクーツクでの通年型温室プロジェクト、ベトナムでの「北海道トマトハウス事業」の成功等の実績を挙げる。
2020年3月、北海道総合商事を退職し、同4月株式会社RCGを創業。山口フィナンシャルグループ、みちのく銀行、沖縄銀行と連携協定を結ぶ。
経歴
- 1995年3月：日本大学農獣医学部卒業
- 1995年4月：株式会社みちのく銀行入行
- 2004年10月：株式会社みちのく銀行（モスクワ）ハバロフスク支店
- 2007年4月：株式会社みちのく銀行（モスクワ）ハバロフスク支店長
- 2008年9月：北海道銀行国際部ロシア室
- 2012年4月：北海道銀行ユジノサハリンスク駐在員事務所副所長
- 2014年3月：北海道銀行ウラジオストク駐在員事務所所長
- 2015年12月：北海道総合商事株式会社代表取締役就任
- 2019年10月	
  - 株式会社RCG代表取締役就任